# شيخ ضمير الدين
شيخ محمد ضمير الدين بن الصوفي محمد أمير الدين بن محمد باقر بن أنور الدين المهرفوري ( البنغالية: শেখ মোহম্মদ জমিরউদ্দীন (يناير 1870 - 2 يونيو 1937) كان داعية وكاتبًا إسلاميًا بنغاليًا .

## الحياة المبكرة والعائلة المباركة
وُلِد الشيخ محمد ضمير الدين في يناير 1870 لعائلة بنغالية 'آل الشيخ' في قرية غارادوب-بهادرفور في غانغني، مهرفور التي كانت تقع آنذاك تحت مقاطعة نديا في رئاسة البنغال . والده هو الشيخ الصوفي محمد أمير الدين، ابن الشيخ محمد باقر بن الشيخ أنور الدين، وأمه لافرن بيبي. 

## تعليم
درس ضمير الدين في مدرسة المسيحية آمجوفي ثم في مدرسة العادية كرشننغر. في عام 1887، اعتنق المسيحية وأصبح معروفًا باسم جون ضمير الدين. تخرج في علم اللاهوت من كلية القديس بولس اللاهوتية في الله آباد بالهند في عام 1891. لاحقًا، تم قبوله في كلية اللاهوت بكلكتا حيث درس المسيحية واللغة السنسكرتية والعربية واليونانية والأدب والقواعد العبرية. وكان يعرف أيضًا البنغالية والإنجليزية والأردية والفارسية واللاتينية .

## حياة مهنية
كتب ضمير الدين مقالًا بعنوان 'أصل قرآن كوتاي' (أين القرآن الأصلي؟) في مجلة خرشتيو باندب ' (الصديق المسيحي) في يونيو 1892.  ردًا على ذلك، كتب المنشي محمد مهر الله مقالاً بعنوان "عيسائي با خرشتاني دوكا بنجن" (الخداع العيسائيون إو المسيحيون) نُشر في صحيفة سداكار في 20 و27 يونيو 1892، حيث قدم إجابات أسئلة ضمير الدين الستة.  وفي وقت لاحق، كتب ضمير الدين مقالاً ضد رد سوداكار .  رداً على ذلك كتب المنشي محمد مهر الله مقالاً بعنوان 'أصل قرآن سربترة' (القرآن الأصلي موجود في كل مكان.). 
وبعد أن قرأ مقال مهرالله الثاني، قرر ضمير الدين العودة إلى الإسلام . 
ألف ضمير الدين كتباً في القضايا الدينية. كما قام بترجمة وتأليف كتب في القضايا الاجتماعية. كتب كتبًا مثل 'حضرة عيسى كى' (من السيد عيسى؟) و'إسلامي بكترتا' (الخطب الإسلامي) و'سرشتة نبي حضرة محمد صلى الله عليه وسلم' (أفضل الأنبياء السيد محمد صلى الله عليه وسلم) و'بادرير دوكابنجن' (الخداع القس) والمزيد.

## موت
توفي القس الدين في 2 يونيو 1937. تم دفنه في مقبرة عائلته آل الشيخ غارادوب-بهادرفور.